# Boozed
Boozed (engl. boozed = betrunken oder ge-/besoffen) war eine Rock-’n’-Roll-Band aus der norddeutschen Stadt Bramsche.

## Geschichte
Gegründet wurde sie 2001 von fünf damals durchschnittlich 16-Jährigen zunächst als AC/DC-Coverband. Danach schrieben sie zunehmend auch eigene Stücke.
Markus Strothmann, Klaas Ukena, Marvin Drosten, Michael Ponert und Tim Mischke haben seit 2001 über 250 nationale und internationale Shows unter anderem mit Turbonegro, den Donots, den Heideroosjes, Gluecifer, den Hellacopters, den Beatsteaks, Peter Pan Speedrock, Flaming Sideburns, Misfits oder Rose Tattoo gespielt und waren auf zahlreichen Festivals wie Hurricane, Taubertal und Rheinkultur vertreten. Im Frühjahr 2010 gab die Band ihre Auflösung bekannt.
„Das Wichtigste war, auf der Bühne zu stehen; das Aufregendste immer, die schwitzende Meute zum Tanzen zu bringen – darum geht es noch ein mal raus. Raus auf die Straße! Kein Comeback, Keine Réunion: Ein letztes Mal! Auch bei Euch!“ Die Band hörte dort auf, wo ihre Geschichte vor neun Jahren begann: Am 6. und 7. August 2010 spielte die Band ihre beiden letzten Konzerte in der Alten Webschule in Bramsche.
Nach der Trennung gründete Sänger Markus Strothmann die Band Turbine Weststadt und spielte als Solo-Liedermacher unter dem Namen Elektro Strothmann. Drummer Klaas Ukena trommelt aktuell unter anderem bei der durch die Sendung Das Supertalent bekannt gewordenen Gruppe Groove Onkels und der Rockband Bad Bone Beast aus Osnabrück.
Im Juni 2016 gab die Band ihr Comeback bekannt und spielte kurz darauf auf dem Schloga Open Air in Osnabrück.

## Musikstil
Ihr Stil lässt eine Mischung aus bekannten Größen wie Motörhead, Rolling Stones, Gluecifer und natürlich AC/DC erkennen.

## Diskografie

### Alben
- 2004: Seizin the Day
- 2005: Tight Pants
- 2007: Acid Blues
- 2009: One Mile
- 2018: Self Titled

### EPs
- 2007: My Friends Are Gonna Be There Too
- 2009: Save Me
- 2009: You Gotta Go Again

### Kompilationen
- 2009: Bad Seed

### Splits
- 2003: Drunk’n'Dangerous/Monday K.O., Split mit V8 Wankers
- 2004: Wild Boys/Pull Through, Split mit Psychopunch
- 2006: Laserlight/Dream on, Split mit The Flaming Sideburns
- 2007: Back In The Back Of A Cadillac, Split mit December Peals

### DVDs
- 2010: Boozed-History-DVD „IIIIIIIII“ (DIY)
- 2011: Boozed Grande Finale DVD